# 4 Real
4 Real (dt. „echt“, „wirklich“, „wahr“; Eigenschreibweise: 4REAL) ist das vierte Studioalbum der japanischen Sängerin Crystal Kay. Das Album wurde am 27. November 2003 in Japan veröffentlicht und debütierte in der ersten Woche auf Platz 6 in den Oricon-Charts in Japan.

## Details zum Album
Kay veröffentlichte am selben Tag, wie 4 Real, ihre 13. Single Can't Be Stopped und als Fortsetzung der „4 Real“-Ära veröffentlichte sie einen Monat später ihr erstes englischsprachiges Studioalbum Natural: World Premiere Album, welches dasselbe amerikanische Thema wie bei 4 Real hat. Als Bonus existiert auf dem Album ein Remix zu I Like It, welcher nun als Remix Do U Like It? heißt.
- Katalognummer: ESCL-2470[4]

## Titelliste
| #   | Titel                                                       | Übersetzung               | Länge |
| --- | ----------------------------------------------------------- | ------------------------- | ----- |
| 1.  | Boyfriend: Part II                                          | Fester Freund: Teil II    | 4:59  |
| 2.  | I Like It (feat. M-Flo)                                     | Ich mag es                | 5:44  |
| 3.  | Nice and Slow                                               | Schön langsam             | 3:34  |
| 4.  | I'm Not Alone                                               | Ich bin nicht alleine     | 5:20  |
| 5.  | What Time Is It?                                            | Wie spät ist es?          | 4:06  |
| 6.  | Candy                                                       | Süßigkeit                 | 4:20  |
| 7.  | Can't Be Stopped                                            | Nicht aufzuhalten         | 4:29  |
| 8.  | Lead Me to the End                                          | Führ mich bis zum Schluss | 3:58  |
| 9.  | Kataomoi (片想い)                                           | Unerwiderte Liebe         | 4:23  |
| 10. | Over the Rainbow (gecovert von Judy Garland)                | Über dem Regenbogen       | 3:58  |
| 11. | Do U Like It? (Extended Mix) (by Fantastic Plastic Machine) | Magst du es?              | 7:01  |

## Verkaufszahlen und Chart-Platzierungen

### Charts
| Charts                               | Positionen |
| ------------------------------------ | ---------- |
| Wöchentliche Oricon Album-Charts     | 6          |
| Jährliche Oricon Album-Charts (2003) | 59         |

### Verkäufe
| Charts              | Erste Woche | Insgesamt | Charts-Aufenthalt |
| ------------------- | ----------- | --------- | ----------------- |
| Oricon Album-Charts |             | 246.306   | 24 Wochen         |